# جيم هيوم
جيم هيوم هو فلاح وسياسي بريطاني، ولد في 4 نوفمبر 1962 في Peebles ‏ في المملكة المتحدة. نشط حزبياً في Scottish Liberal Democrats ‏ والديمقراطيون الليبراليون. في الانتخابات النيابية العمومية الاسكتلندية 2011 ‏، انتخب عضو البرلمان الاسكتلندي الرابع ‏ عن دائرة اسكتلندا الجنوبية ‏ وقد انضم خلال فترته النيابية ‏ (5 مايو 2011 – 24 مارس 2016) للكتلة البرلمانية Scottish Liberal Democrats ‏ وفي الانتخابات النيابية العمومية الاسكتلندية 2007 ‏، انتخب عضو البرلمان الاسكتلندي الثالث ‏ عن دائرة South of Scotland (Scottish Parliament electoral region) ‏ وقد انضم خلال فترته النيابية ‏ (3 مايو 2007 – 22 مارس 2011) للكتلة البرلمانية Scottish Liberal Democrats ‏.